# اجمیر ۹۲
اجمیر ۹۲ (انگلیسی: Ajmer 92) فیلم هندی جنایی هندی-زبان است که بر اساس واقعه پرونده تجاوز جنسی اجمیر ۱۹۹۲ ساخته شده و در سال ۲۰۲۳ اکران گردید. کارگردانی فیلم را پوشپندرا سینگ بر عهده داشت و نویسندگان آن سورج پال رجاک، گیانندرا پراتاپ سینگ و پوشپندرا سینگ بودند. نقش‌های محوری فیلم را کاران ورما و سومیت سینگ بازی کردند.